# فوکر دی.۱۲
فوکر دی.۱۲ (به انگلیسی: Fokker D.XII) یک هواپیمای ساختِ فوکر در کشور هلند است .